# The Walkmen
The Walkmen är ett indierockband från New York, bildat 2001. Gruppen består av Hamilton Leithauser (sång och gitarr), Paul Maroon (gitarr, piano), Peter Bauer (bas), Walter Martin (orgel) och Matt Barrick (trummor). Bandet har en speciell ljudbild, som de uppnår tack vare speciella vintage-instrument och analoga inspelningsverktyg.
The Walkmen har en egen studio, Marcata Recording.

## Diskografi
Studioalbum
- 2002 – Everyone Who Pretended to Like Me Is Gone
- 2004 – Bows + Arrows
- 2006 – A Hundred Miles Off
- 2006 – Pussy Cats
- 2008 – You & Me
- 2010 – Lisbon
- 2012 – Heaven

EP
- 2001 - The Walkmen
- 2002 - Let's Live Together
- 2002 - The Walkmen / Calla (delad EP)
- 2008 - Daytrotter Session (live)
- 2008 - Daytrotter Session
- 2009 - Live Session EP

Singlar
- 2004 - The Rat
- 2004 - Little House of Savages
- 2005 - Christmas Party / Fly Into the Mystery / Eggnog
- 2006 - Louisiana
- 2007 - Red River
- 2008 - The Blue Route
- 2009 - In the New Year / Ride Down the Highway
- 2010 - Weight on My Shoulders / Good Days Carry On
- 2010 - Angela Surf City / Good Day Carry On
- 2012 - Heaven / The House You Made
- 2012 - Heartbreaker
- 2012 - Dance With Your Partner / Vermeer '65

Samlingsalbum
- 2002 - Black
- 2002 - White
- 2004 - Black and White